# Ladyville
Ladyville ist eine Stadt im Nordosten des Belize District im mittelamerikanischen Staat Belize. Das Stadtgebiet befindet sich etwa 17 km nordwestlich von Belize City entfernt am Belize River und hatte 7.655 Einwohner zum Zensus im Jahr 2022.

## Bevölkerung

### Einwohnerstruktur 2022
Nach den Erhebungen des Zensus 2022 lebten am Ende des Erhebungszeitraumes im Juli 2022 in Ladyville 7.655 Einwohner. Im Vergleich zum Zensus aus dem Jahr 2010 war dies ein jährlicher Anstieg der Einwohnerzahl um durchschnittlich 2,86 %.
Die Bevölkerung von Ladyville teilte sich auf in 3.740 (48,86 %) männliche und 3.915 (51,14 %) weibliche Personen, welche in insgesamt 2.363 Haushalten lebten. Ein durchschnittlicher Haushalt bestand aus vier Personen. Bei 9 % der Einwohner lag eine Behinderung vor und 11 % der Einwohner waren von einer Langzeiterkrankung betroffen.

### Einwohnerentwicklung
| Quelle: Statistical Institute of Belize |

## Wirtschaft und Infrastruktur

### Unternehmen
Ladyville verfügt über eine Brauerei (Belikin) und ein Limonaden-Abfüllwerk. Im nördlichen Stadtgebiet befindet sich seit 1986 eine 266 ha große Salzwasser-Garnelenfarm mit einer Jahresproduktionsmenge von rund 45 t der Weißfußgarnele (Litopenaeus vannamei).

### Öffentliche Einrichtungen
In den Price Barracks befindet sich das Hauptquartier der Belize Defence Force.

### Verkehr
Ladyville liegt am Philip Goldson Highway der von Belize City in nordwestlicher Richtung bis zur Staatsgrenze mit Mexiko am Río Hondo verläuft.
In Ladyville befindet sich der internationale Flughafen von Belize, der Philip S. W. Goldson International Airport.

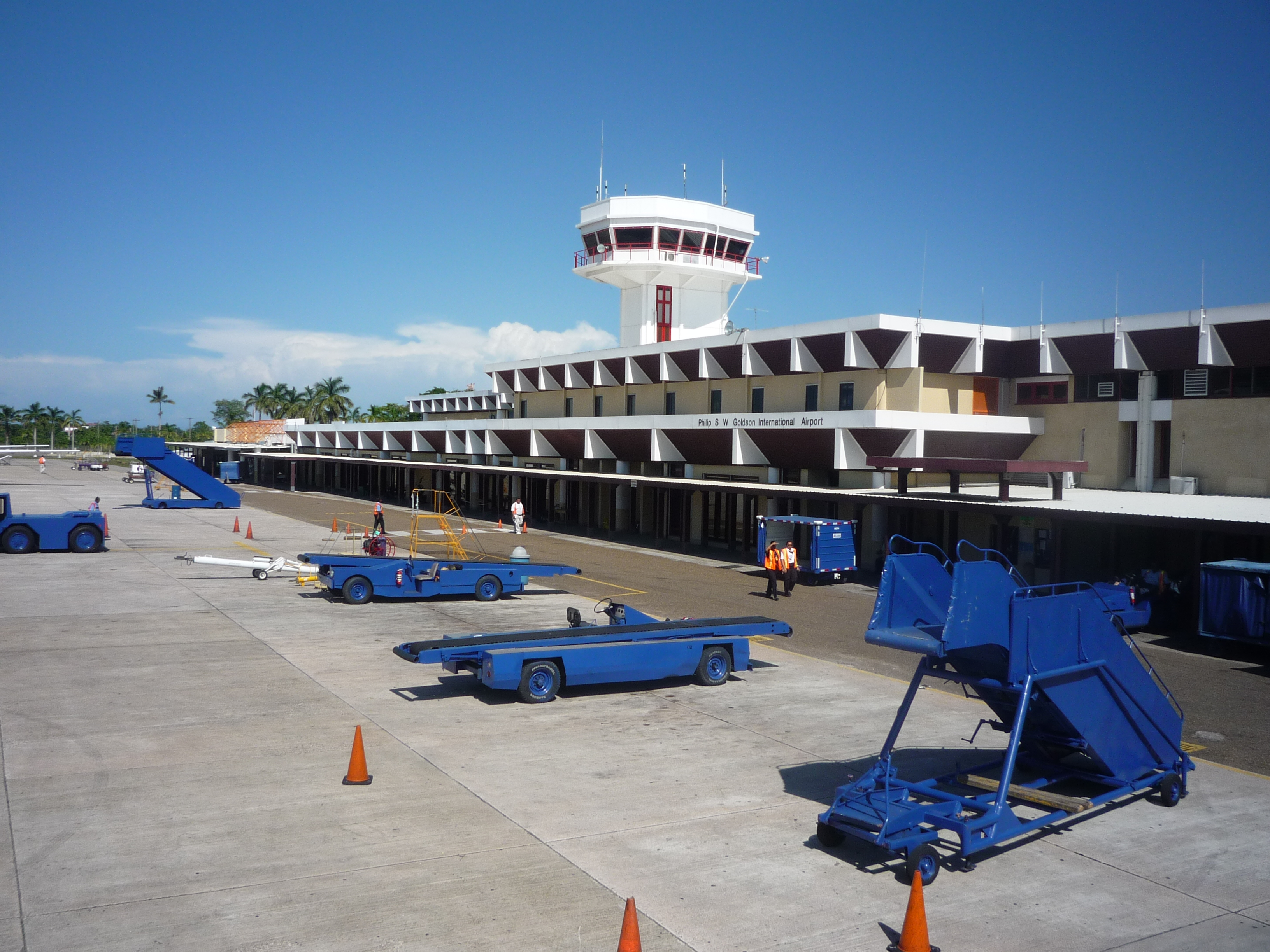
Vorfeld des Philip S. W. Goldson International Airport in Ladyville